# الرابطة البرلمانية 2001–02
الرابطة البرلمانية 2001–02 (بالإنجليزية: 2001–02 Isthmian League)‏ هو موسم من دوري إسثميان. فاز فيه إبسفليت يونايتد.